# YU rock misija
YU rock misija bio je projekt potpore Bobu Geldofu, koji se borio za gladne u Africi, sastavljen od glazbenika iz svih republika bivše SFRJ, koji su snimili pjesmu „Za milion godina”, a čija je akcija kulminirala koncertom „Live Aid” 13. srpnja 1985. Autor pjesme „Za milion godina” je Dragan Ilić, bivši član Generacije 5.
Pored pjesme „Do They Know It's Christmas?”, koju su snimili izvođači iz Velike Britanije, i mnogih projekata izvođača iz SAD-a, i druge države su se također aktivno pridružile Geldofovoj kampanji, uključujući Kanadu, Njemačku, Austriju, Norvešku i dr.
SFR Jugoslavija nije bila izuzetak. Elita rock i pop glazbene pozornice svih republika bivše SFRJ zajedno je formirala „Aid” bend, nazvan YU rock misija. Sastav je snimio pjesmu i odgovarajući glazbeni spot. U sastavu su bili izvođači: hrvatski glazbenici Marina Perazić, iz sastava Denis & Denis, Aki Rahimovski, vođa sastava Parni valjak, Massimo Savić; bh. glazbenici Željko Bebek, bivši pjevač rock sastava Bijelo dugme, Zdravko Čolić; Peđa D' Boy; srbijanski glazbenici Oliver Mandić; Momčilo Bajagić-Bajaga, vođa sastava Bajaga i instruktori; Slađana Milošević i mnogi ostali poznati glazbenici. Snimili su pjesmu „Za milion godina”, koja je objavljena kao singl i koja se izvodila na radijskim postajama po svim republikama bivše Jugoslavije. Solo dionicu u pjesmi odsvirao je Vlatko Stefanovski iz sastava Leb i sol. Bora Đorđević, vođa sastava Riblja čorba i Goran Bregović iz Bijelog dugmeta nisu navedeni na omotu ploče, ali su sudjelovali u televizijskom izvođenju pjesme.
Za kraj kampanje, glazbenici su izveli ovu pjesmu na osmosatnom koncertu 15. lipnja 1985. u Beogradu. Spot za ovu pjesmu prikazan je na televizijskim postajama diljem svijeta, a 13. srpnja 1985. je prikazan u okviru Live Aid koncerta u Londonu, na velikom video-zaslonu. Ovaj spot je također uključen u Live Aid DVD izdanje, koje je objavljeno 2004. godine.

## Vanjske poveznice
- Jugoslavenski doprinos Live Aidu ’85 (muzika.hr)
- Live Aid DVD Website Foreign Contributors - Yugoslavia  Arhivirana inačica izvorne stranice od 1. rujna 2012. (Wayback Machine)
- Bob Geldof - Live Aid (see section: Live Aid performers)  Arhivirana inačica izvorne stranice od 5. veljače 2011. (Wayback Machine)
- VH-1 TV on Live Aid DVD incl. Yugoslavia  Arhivirana inačica izvorne stranice od 29. lipnja 2011. (Wayback Machine)